# Múmia

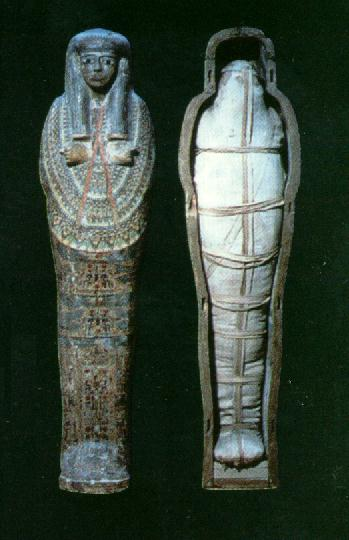
Múmia em sarcófago de madeira.

Uma múmia é um cadáver, cuja pele e órgãos foram preservados intencional ou acidentalmente pela exposição a produtos químicos, frio extremo (múmias de gelo), umidade muito baixa etc. Atualmente, as múmias humanas mais antigas são de Portugal. O mais antigo cadáver humano naturalmente mumificado descoberto foi uma cabeça decapitada, com cerca de 6 000 anos, encontrado em 1936 As múmias mais famosas são as egípcias, destacando-se as dos faraós, Tutancâmon, Seti I e Ramessés II, embora a primeira múmia egípcia conhecida, apelidada de "Ginger", remonta a cerca de 3300 a.C..
Múmias humanas e de outros animais têm sido encontradas em todo o mundo, tanto como resultado da preservação natural através de circunstâncias incomuns, como pelo uso de artefatos culturais para preservar os mortos; por exemplo, há mais de mil múmias preservadas pelo clima seco em Xinjiang na China, e mais de um milhão de múmias de animais foram encontrados no Egito, muitos dos quais são gatos.

## Múmias naturais

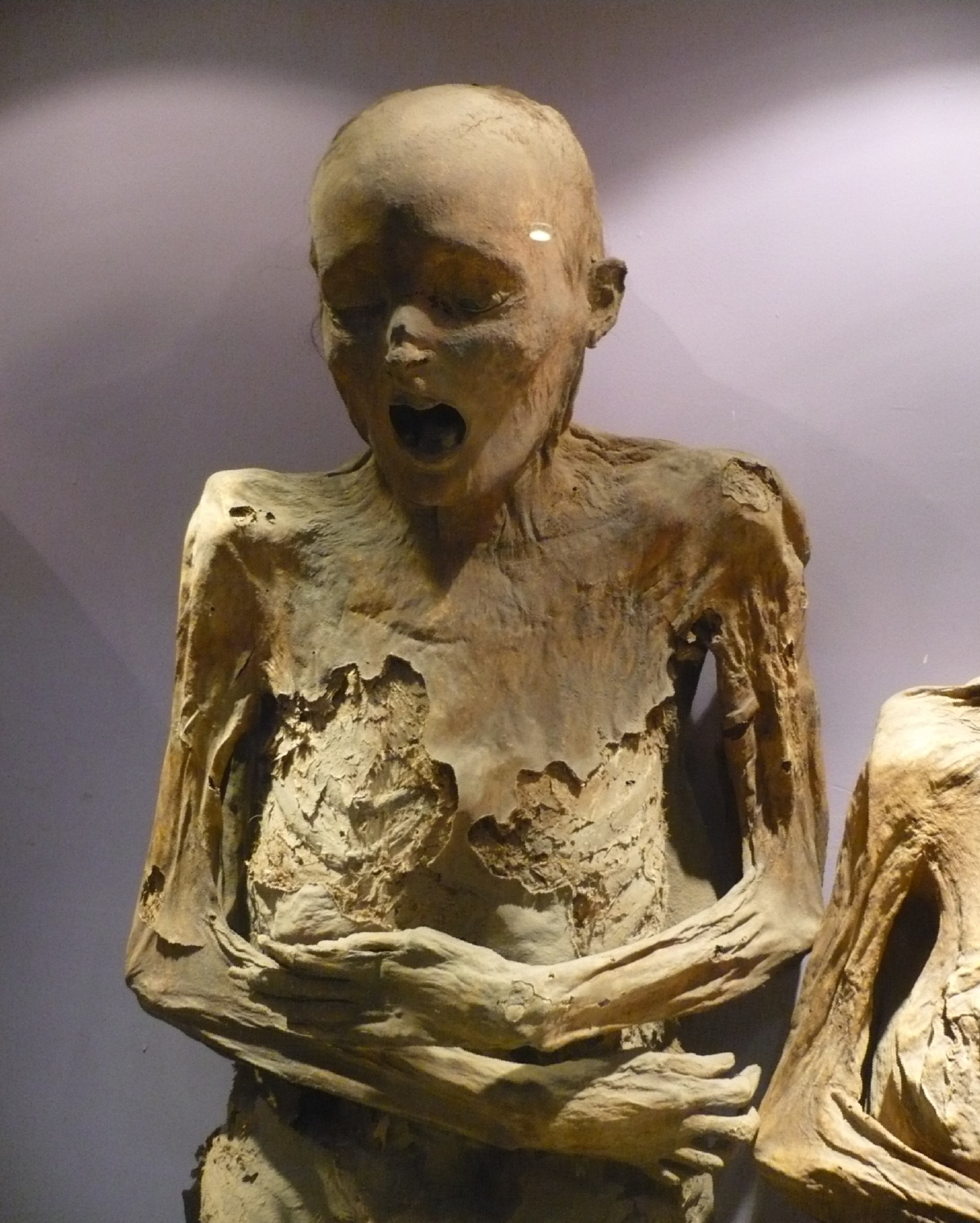
Múmia natural de Guanajuato, México.

As múmias naturais são muito raras, pois são necessárias condições específicas para a sua formação, entretanto este processo produziu as múmias mais antigas conhecidas. A múmia mais conhecida é Ötzi (ou The Iceman), congelado em uma glaciação, nos alpes Ötztal, em torno de 3300 a.C. e foi encontrada em 1991. Uma outra múmia mais antiga, no entanto menos preservada, foi encontrada em Nevada, EUA em 1940, e foi datada com carbono-14 em torno de 7400 a.C..
Em alguns países da Europa, como Reino Unido, Alemanha, Suécia e Dinamarca possuem regiões pantanosas, chamadas de bogs. Nestes terrenos a acidez da água, as baixas temperaturas e a falta de oxigênio são combinadas para curtir os tecidos moles dos corpos escondidos nas águas, normalmente sacrifícios rituais e assassinatos. Tais múmias são extremamente bem conservadas, normalmente os esqueletos se decompõem, mas em alguns casos é possível determinar última refeição do conteúdo estomacal.

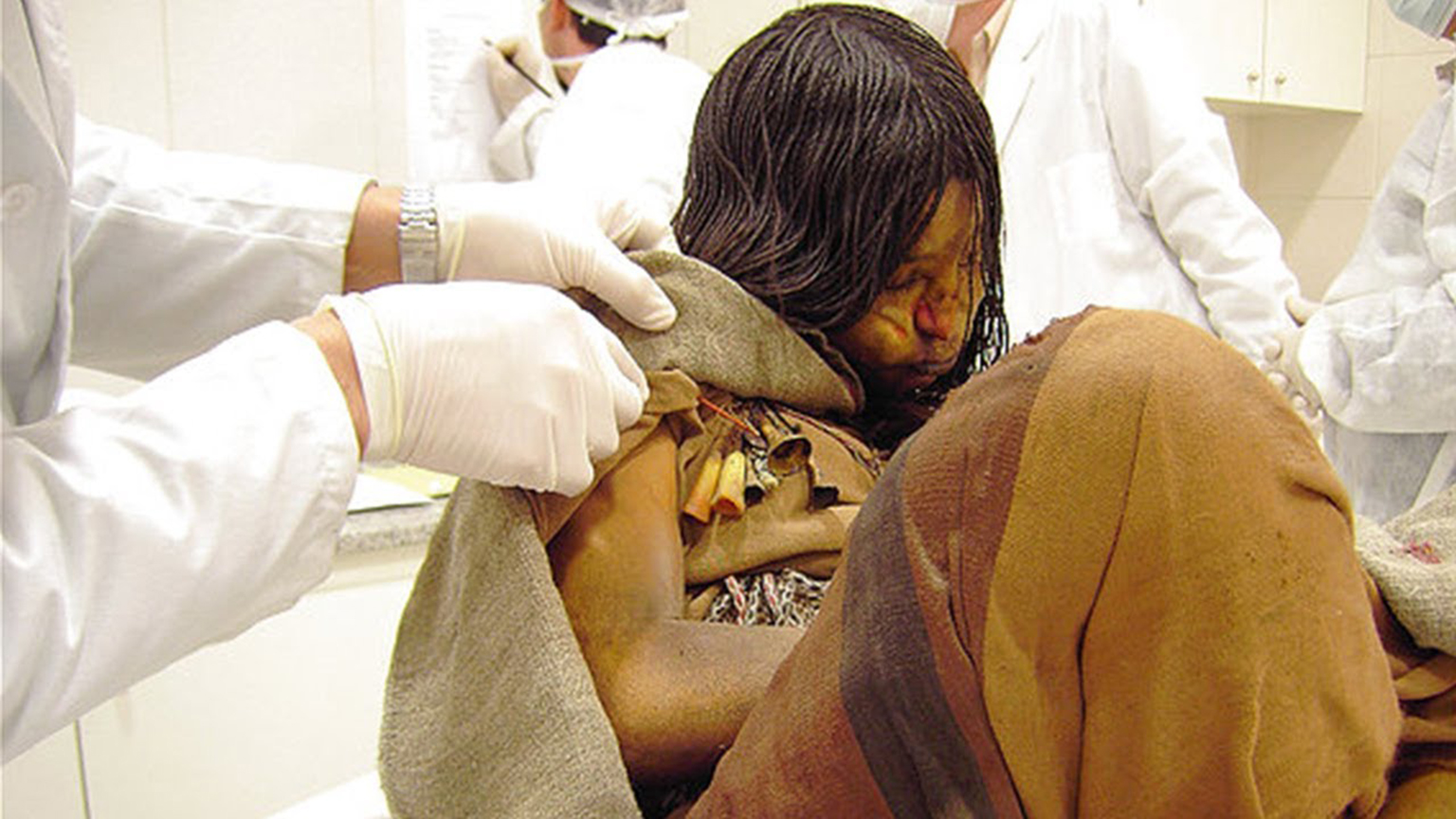
"A Donzela" é uma múmia que faz parte de um achado arqueológico chamado Crianças de Llullaillaco. Na foto, a Donzela na província de Salta (Argentina).

Em 1972, foram descobertas oito múmias extraordinariamente bem conservadas em uma comunidade Inuit, chamada Qilakitsoq, na Groelândia. As "Múmias da Groelândia" é um grupo formado por um bebê de seis meses, um garoto de quatro anos e seis mulheres de várias idades, que morreram há aproximadamente 500 anos. Os corpos foram mumificados por causa das temperaturas abaixo de zero e os ventos secos que cercam a caverna onde foram encontrados.
Algumas das mais bem preservadas múmias datam do período Inca no Peru, há 500 anos, quando crianças sacrificadas em ritos eram colocadas nos picos das montanhas da Cordilheira dos Andes. O clima frio e seco age na preservação dos corpos.
No estado de Guanajuato, México foram descobertas múmias em um cemitério da cidade chamada Guanajuato, a nordeste da Cidade do México. Estas são múmias modernas acidentais e foram literalmente desenterradas entre os anos de 1896 e 1958, quando o governo local exigia o pagamento de uma espécie de taxa. As múmias de Guanajuato estão expostas no Museu de las Momias em uma colina com vista para a cidade.
Em Portugal há registos de fenómenos naturais de mumificação, alguns dos quais deram origem a fenómenos de devoção popular, como os casos de Santa Maria Adelaide e da Santa de Vilar.

### Exemplos de múmias naturais
- Todas as múmias do Antigo Egito durante a Cultura de Nacada.
- Ötzi, habitante dos Alpes italianos da Idade do Cobre.
- Homem de Galera.
- Homem de Cherchen.
- Homem de Tollund, (Dinamarca), Idade do Ferro.
- Homem de Lindow, (Inglaterra), Idade do Ferro.
- Homens de Sal, minas de sal de Chehrabad, Zanjan, Irã.
- Múmias de São Bernardo, Cundinamarca, Colômbia.
- Múmias de Guanajuato, México.
- Múmias do Mosteiro da Luz, Brasil.
- Múmias das Turberas

## Mumificação

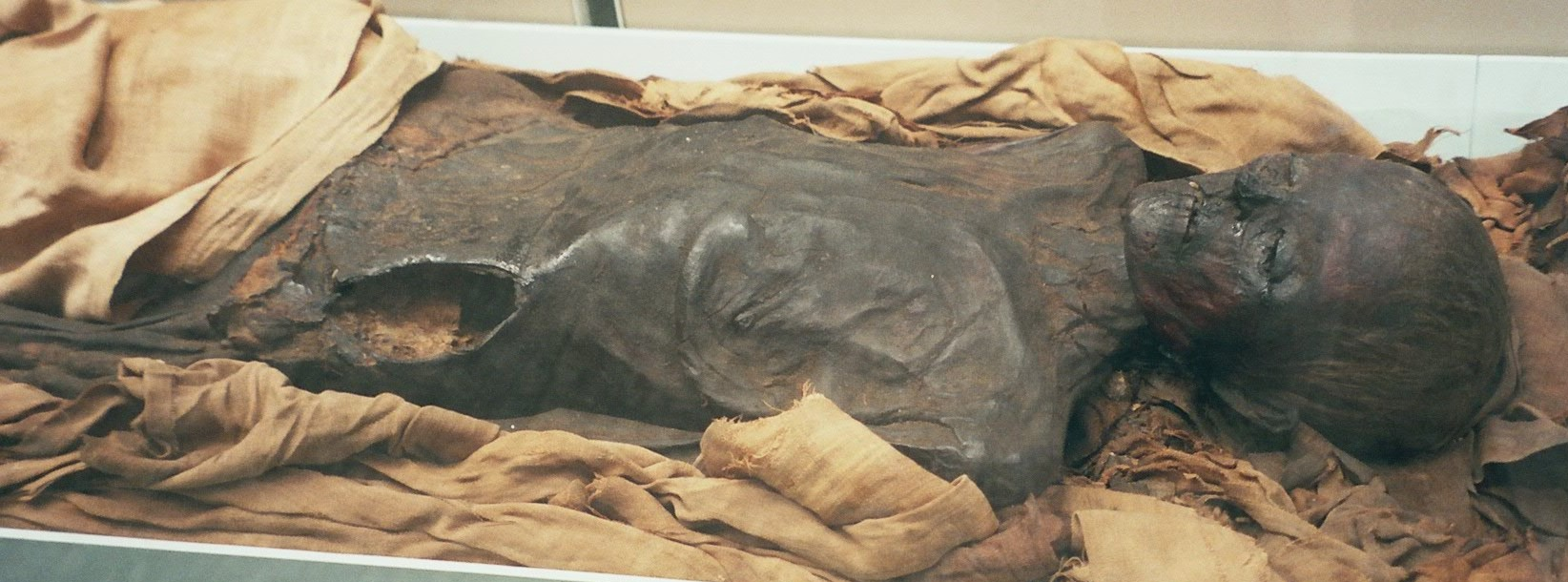
Múmia no Museu Britânico.

Mumificação é o nome do processo aprimorado pelos egípcios em que retiram-se os principais órgãos, dificultando assim a sua decomposição. Geralmente, os corpos são colocados em sarcófagos de pedra e envoltos por faixas de algodão ou linho. Após o processo ser concluído são chamadas de múmias. O processo de mumificação durava cerca de setenta dias.
A mumificação era um processo bastante complexo e demorado. O sacerdote (embalsamador) começava por retirar o cérebro do morto, com um gancho, por meio das narinas. Depois, faziam um corte no lado esquerdo do corpo, retirando os órgãos, que eram colocados em vasos próprios e guardados no túmulo, à exceção do coração, que, por ser necessário na outra vida, era recolocado no seu lugar.
Então, o corpo era coberto com natrão (cristais de sal) e deixado a secar durante setenta dias. Após esse processo, as cavidades eram cheias com linho e substâncias aromáticas, e enrolava-se o corpo com ligaduras. Os olhos eram cheios com linho ou pedras pintadas de branco. Também os animais de estimação eram por vezes embalsamados e colocados em sepulturas próprias.

## Tipos de mumificação

### Mumificação solar do Egito faraonítico
O Faraó morre e o seu cadáver é cozinhado até as carnes se desprenderem dos ossos. Os ossos são pintados de vermelho, enfaixados, fazendo-se uma estocagem na múmia com gesso. Pinta-se o retrato da pessoa na própria múmia. E esta se forma ao mesmo tempo em uma estátua Ka, ou seja, uma estátua que vai abrigar a alma do morto. Deixavam o corpo ao Sol, pois acreditava-se que o Sol era o principal deus e traria luz para a alma. As instruções mais antigas conhecidas para a antiga arte de embalsamar múmias foram recentemente descobertas em um papiro médico do antigo Egito. Descrições de como fazer o processo de mumificação são excepcionalmente raras no registro arqueológico. Um exemplo de 2021, encontrado em um antigo pergaminho datado de cerca de 1450 a.C., é anterior a outros textos de mumificação em mais de 1 000 anos.

### Mumificação osiriana

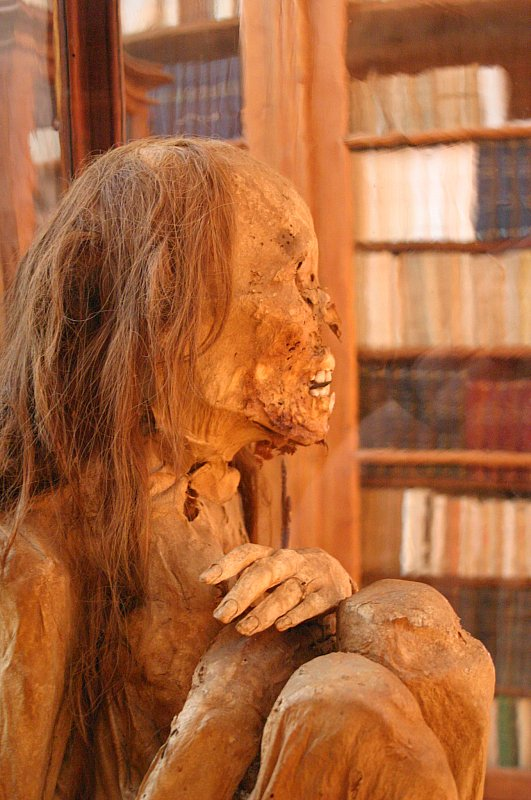
Múmia peruana no Convento do Carmo, em Lisboa.

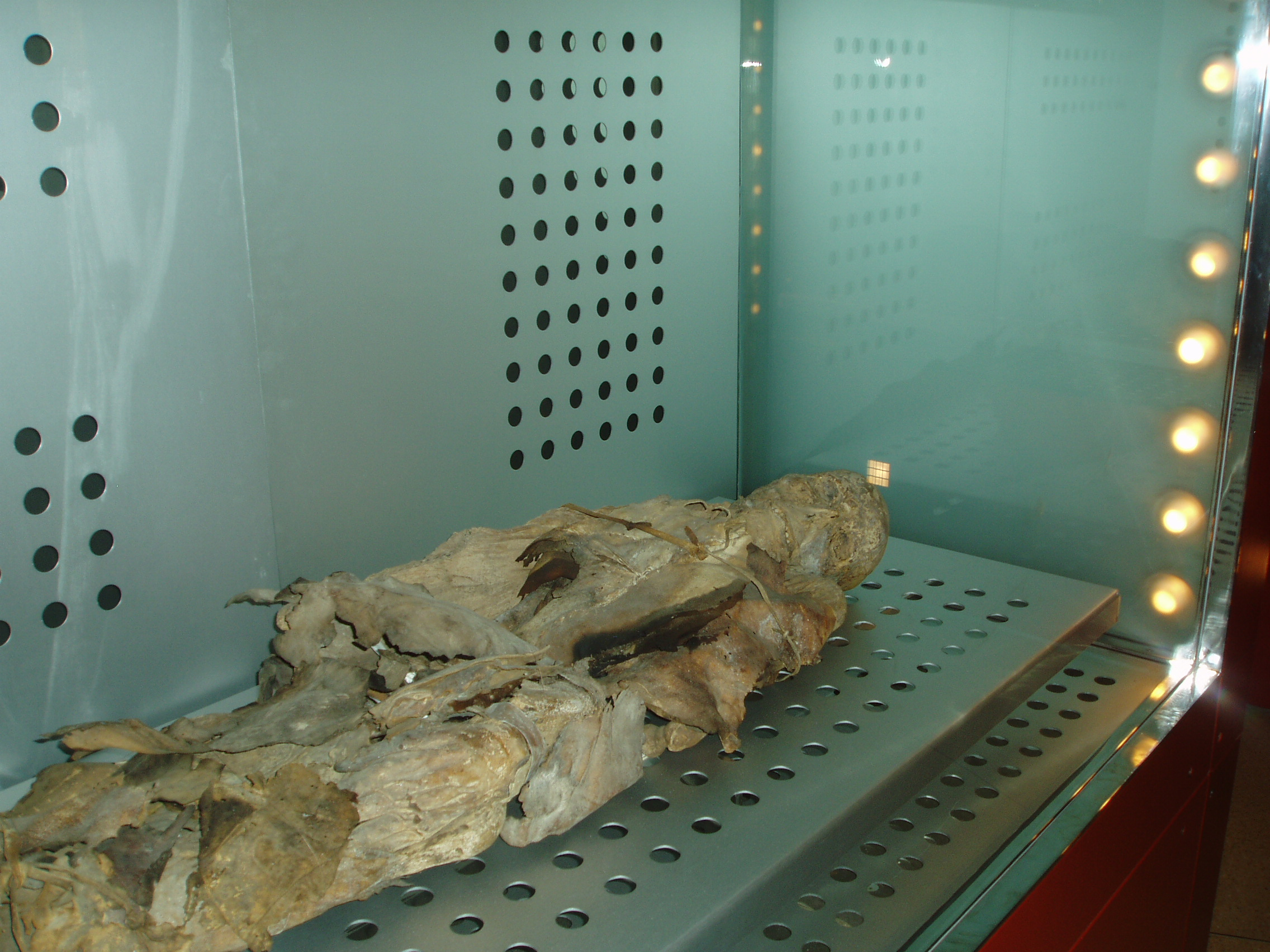
Múmia guanche de Tenerife (no Museo de la Naturaleza y el Hombre de Santa Cruz de Tenerife).

Este é o processo que mais conhecemos e o que se tornou mais utilizado. Para o Faraó, para a nobreza e pessoas mais ricas, era feita da seguinte forma:
1. O cérebro é tirado pelas narinas, através de um instrumento curvo, mexe-se no cérebro que é uma massa mole, e este se liquefaz. Injeta-se vinho de tâmara, ajudando a dissolver mais o cérebro. Vira-se o morto e o cérebro escorre pelas narinas;
2. É aberta uma incisão no abdômen e todos os órgãos internos, exceto o coração, são retirados, embalsamados e colocados em jarros chamados de canopos. Em seguida, o corpo é enchido com saquinhos de sal (Natrão) e mergulhado em uma espécie de bacia um pouco inclinada com um furo de um lado, para que seus líquidos escorram. Após isso, a múmia é literalmente enterrada por 72 dias. O sal absorve todo o líquido do corpo;
3. Após estes 72 dias, o corpo, que está escurecido e ressecado, é retirado. Enxertam-se resinas, aromas, perfumes, bandagem, pó de serra, isto para dar a conformação do corpo. Depois disto, a abertura no abdômen é costurada, e é colocada uma placa mágica, geralmente com o desenho dos Quatro filhos de Hórus e de seu olho;
4. Começa, então, o processo de enfaixamento com metros e metros de tiras de pano de linho com goma arábica, até fazer a composição que vemos nas múmias. A cada volta, colocam-se amuletos e colares. Assim a múmia está pronta para o enterro, sendo que no caso do Faraó este enterro era acompanhado de um extenso ritual, repleto de encantamentos, realizado por sacerdotes.

### Mumificação para pessoas de classe baixa
Dão uma injeção de essências e de vinhos corrosivos através do ânus, põe uma espécie de tampão e depois de alguns dias tiram-no o que dissolveu. Então eles enfaixam a múmia e devolvem o corpo para os parentes.
Quando as múmias foram encontradas, muitas foram comercializadas e quando o comércio delas acabou e ninguém mais se interessava em comprá-las, alguns ladrões de túmulos decidiram triturar as múmias e comercializá-las como pó para fazer chá. Muitas pessoas adquiriram este pó achando que haveria algum poder de cura para seu tipo de doença.

## Mumificação na atualidade
A mumificação também é um fenômeno natural, sendo o resultado de cadáveres que são enterrados em terreno seco, quente e arejado. O cadáver sofre uma desidratação rápida e intensa, e o corpo não entra em decomposição, pois a fauna cadavérica não resiste e a pele do cadáver fica com aspectos de couro. Um exemplo de mumificação natural ocorreu em Buenos Aires, quando o corpo de María Cristina Fontana foi encontrado em sua residência, em 2014, depois de mais de dois anos em que o seu corpo ficou estendido no chão do seu aposento, sem nenhum contato humano e naturalmente mumificou-se.
Em 2011 o britânico Alan Billis (ex-taxista de 61 anos de idade), tornou-se o primeiro ser humano mumificado (conforme o processo egípcio) após 3 000 anos. Alan foi diagnosticado com um câncer terminal e ofereceu o seu corpo para que uma pesquisa/documentário do canal Channel 4 fosse realizado. O pesquisador Stephen Buckley realizou o processo aos moldes dos mestres egípcios e após três meses de trabalho, foi concluído a primeira mumificação após três mil anos. O documentário recebeu o nome de: "Mummifying Alan: Egypt's Last Secret" (em português: "Mumificando Alan: O Último Segredo do Egito").

## Tutancâmon - a múmia mais famosa de todos os tempos
A descoberta por Howard Carter do túmulo totalmente intacto do faraó Tutancâmon é a mais famosa de todas, pois, quando ela foi descoberta, todo o tesouro enterrado com este faraó estava do modo como fora colocado havia milhares de anos. Algo impressionante e confuso, pois os ladrões de túmulos não a haviam encontrado e nada havia sido tocado.